# Elektrotehniška fakulteta v Osijeku
Elektrotehniška fakulteta (izvirno hrvaško Elektrotehnički fakultet u Osijeku), s sedežem v Osijeku, je fakulteta, ki je članica Univerze v Osijeku.